# Otto Schindhelm
Otto Schindhelm (* 3. April 1920 in Lauscha) ist ein deutscher Kunstglasbläser, Glasgestalter und Glaskünstler.

## Leben
Schindhelm besuchte in Lauscha die Grundschule und absolvierte von 1934 bis 1937 bei Ernst Precht (1892–1969) eine Lehre als Kunstglasbläser. 1950 macht er die Gesellenprüfung, und 1952 legte er die Meisterprüfung ab. 1969 erfolgte seine Anerkennung als Kunstschaffender im Handwerk. Von 1969 bis 1973 arbeitete er in verschiedenen Glas-Manufakturen. Danach war er in Lauscha freischaffend tätig. Er hatte ab 1972 im In- und Ausland eine große Zahl von Einzelausstellungen und Ausstellungsbeteiligungen, u. a. 1972/1973 und 1982/1983 an der VII. und IX. Kunstausstellung der DDR in Dresden.
Schindhelm war von 1973 bis 1990 Mitglied des Verbands Bildender Künstler der DDR.

## Museen und öffentliche Sammlungen mit Werken Schindhelms (unvollständig)
- Dresden: Kunstgewerbemuseum[1]
- Lauscha: Museum für Glaskunst[2]
- Leipzig: Grassi Museum für Angewandte Kunst[3]